# Cristian Muscalu
Cristian Valentin Muscalu (Bucarest, 3 ottobre 1989) è un ex calciatore rumeno, di ruolo centrocampista.

## Carriera

### Club
Ha giocato nella massima serie belga, in quella bosniaca, in quella azera, in quella bulgara, in quella rumena e in quella serba.

### Nazionale
Conta 4 presenze con la nazionale rumena Under-19.

## Statistiche

### Presenze e reti nei club
Statistiche aggiornate al 31 ottobre 2021.
| Stagione        | Squadra                | Campionato      | Campionato | Campionato | Coppe nazionali | Coppe nazionali | Coppe nazionali | Coppe continentali | Coppe continentali | Coppe continentali | Altre coppe | Altre coppe | Altre coppe | Totale | Totale |
| Stagione        | Squadra                | Comp            | Pres       | Reti       | Comp            | Pres            | Reti            | Comp               | Pres               | Reti               | Comp        | Pres        | Reti        | Pres   | Reti   |
| --------------- | ---------------------- | --------------- | ---------- | ---------- | --------------- | --------------- | --------------- | ------------------ | ------------------ | ------------------ | ----------- | ----------- | ----------- | ------ | ------ |
| ago.-dic. 2007  | Jiul Petroșani         | L2              | 0          | 0          |                 | -               | -               |                    | -                  | -                  |             | -           | -           | 0      | 0      |
| gen.-mag. 2008  | Sint-Truiden           | D1              | 1          | 0          |                 | -               | -               |                    | -                  | -                  |             | -           | -           | 1      | 0      |
| gen.-mag. 2009  | Slavija                | PL              | 9          | 0          |                 | -               | -               |                    | -                  | -                  |             | -           | -           | 9      | 0      |
| ago.-dic. 2009  | Baku                   | PL              | 1          | 0          |                 | -               | -               |                    | -                  | -                  |             | -           | -           | 1      | 0      |
| gen.-mag. 2010  | PSFK Černomorec Burgas | A-PFG           | 8          | 0          |                 | -               | -               |                    | -                  | -                  |             | -           | -           | 8      | 0      |
| ago.-nov. 2010  | Tur Turek              | 2L              | 2          | 0          |                 | -               | -               |                    | -                  | -                  |             | -           | -           | 2      | 0      |
| 2011-2012       | Ceahlăul               | L1              | 15         | 1          |                 | -               | -               |                    | -                  | -                  |             | -           | -           | 15     | 1      |
| 2012-gen. 2013  | Ceahlăul               | L1              | 0          | 0          |                 | -               | -               |                    | -                  | -                  |             | -           | -           | 0      | 0      |
| Totale Ceahlăul | Totale Ceahlăul        | Totale Ceahlăul | 15         | 1          |                 | -               | -               |                    | -                  | -                  |             | -           | -           | 15     | 1      |
| 2013-gen. 2014  | Voždovac               | SL              | 1          | 0          |                 | -               | -               |                    | -                  | -                  |             | -           | -           | 1      | 0      |
| feb.-mar. 2014  | Beira-Mar              | LdH             | 4          | 0          |                 | -               | -               |                    | -                  | -                  |             | -           | -           | 4      | 0      |
| 2014-2015       | Caransebeş             | L2              | 0          | 0          |                 | -               | -               |                    | -                  | -                  |             | -           | -           | 0      | 0      |
| 2016-2017       | Poole Town             | NLS             | 2          | 0          |                 | -               | -               |                    | -                  | -                  |             | -           | -           | 2      | 0      |
| Totale carriera | Totale carriera        | Totale carriera | 43         | 1          |                 | -               | -               |                    | -                  | -                  |             | -           | -           | 43     | 1      |